# 2016 aux Philippines
Cet article présente les faits marquants de l'année 2016 aux Philippines.

## Évènements
- 9 avril : bataille de Sitio Bayoko près de Tipo-Tipo, dans l'île de Basilan.
- 9 mai : élection présidentielle où Rodrigo Duterte est élu ; élections législatives (en) et sénatoriales (en).
- 30 juin : entrée en fonction de Rodrigo Duterte ; début de la guerre contre la drogue.
- Août : bataille de Sitio Makaita ; bataille de Sitio Kan Jalul.
- 2 septembre : une explosion fait 14 morts à Davao (île de Mindanao)[1].